# Lionel Bart

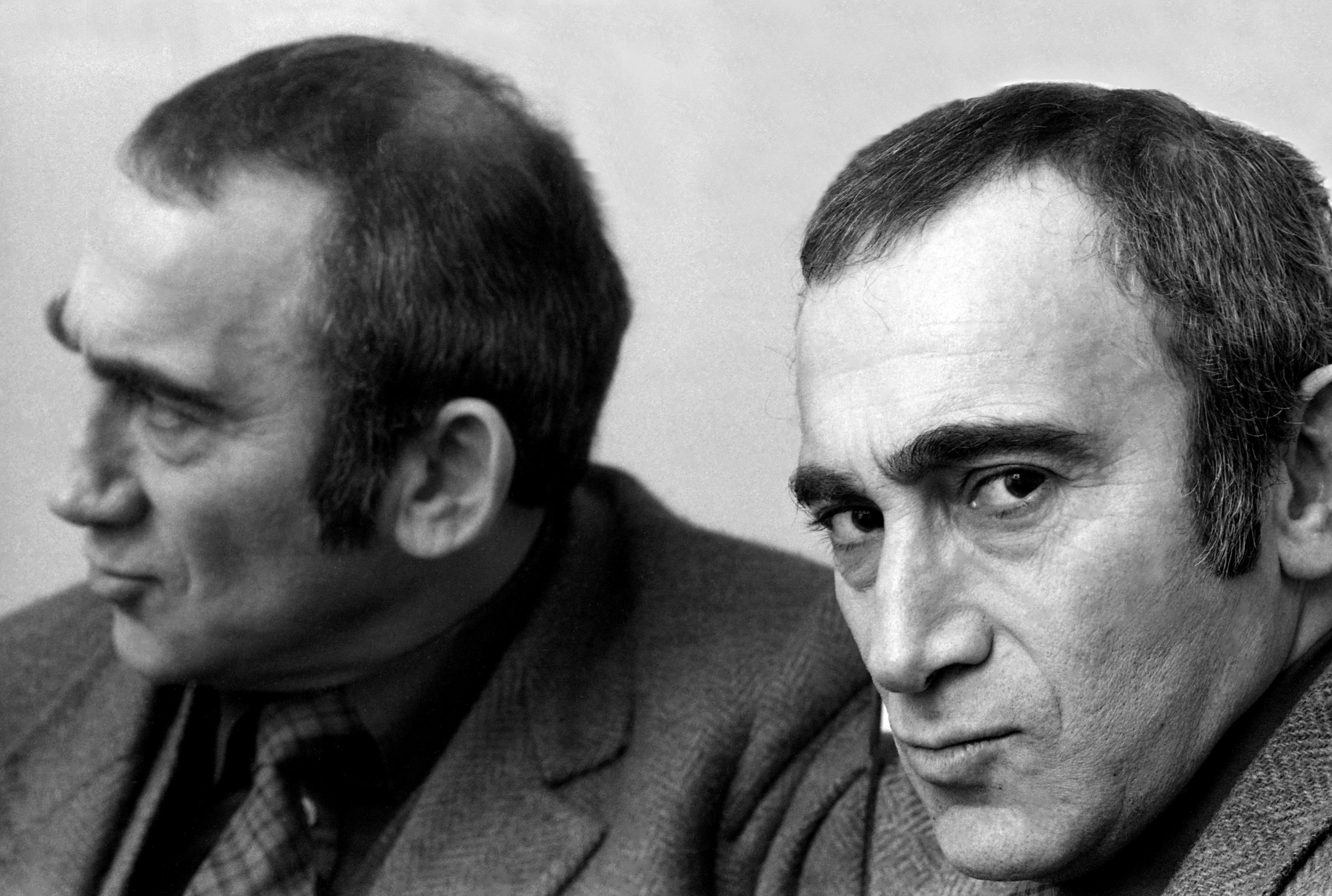
Lionel Bart (1973)

Lionel Bart, eigentlich Lionel Begleiter, (* 1. August 1930 in London, England; † 3. April 1999 ebenda) war ein britischer Musical-Komponist. Das bekannteste Musical aus seiner Feder ist Oliver! (1960) nach dem Roman Oliver Twist von Charles Dickens.

## Leben
Trotz des früh erkannten musikalischen Talents lernte Bart nie Noten schreiben. Nach seiner Militärzeit versuchte er sich in verschiedenen Jobs und war in der kommunistischen Partei aktiv. Nebenbei schrieb er Songs für ein Radioprogramm. Im Jahr 1956 sah er einen Auftritt von Tommy Hicks und überredete ihn, in der Band The Cavemen mitzumachen. Bart besorgte auch Manager für das Projekt, John Kennedy und Larry Parnes. Als Tommy Steele & The Steelmen machten sie Rock-’n’-Roll-Karriere. Das in Zusammenarbeit mit Frederick Loewe entstandene Album Timeless Favourites wurde im UK mit einer Goldenen Schallplatte ausgezeichnet.
Neben seinen Aktivitäten mit Tommy Steele schrieb Bart Musicals. Oliver! wurde ab 1960 in London 2618-mal aufgeführt. Anschließend lief es 774-mal am Broadway und wurde 1968 von Carol Reed verfilmt. Kurz darauf wurde er als Komponist für das Titelstück From Russia with Love für den zweiten James-Bond-Film James Bond 007 – Liebesgrüße aus Moskau  (Originaltitel: From Russia with Love) engagiert und arbeitete zusammen mit John Barry. Bart war laut Spitz bereits 1964 der gefragteste Songwriter der Tin Pan Alley und I Don’t Know How to Tell You, gesungen von Marianne Faithfull, komponierte. Ein weiteres Musical von Lionel Bart war Twang!! (1965), das jedoch floppte und zu Barts finanziellem Ruin führte. Er wurde depressiv und verfiel dem Alkohol. Zudem litt er an Diabetes. In den 1980ern kam er wieder auf die Beine und arbeitete wieder an Musical-Produktionen.
Im April 1999 starb Bart infolge einer Krebserkrankung. Er wurde im Golders Green Crematorium in London eingeäschert, wo sich auch seine Asche befindet.

## Werke (Auswahl)
- Rock with the Caveman (1957), ein Song für Tommy Steele, geschrieben mit Michael Pratt
- A Handful of Songs (1957), ein Song für Tommy Steele, ausgezeichnet mit dem „Ivor Novello Award“
- Water, Water (1957), ein Song für Tommy Steele, ausgezeichnet mit dem „Ivor Novello Award“
- The Tommy Steele Story (1957), Drehbuch, ausgezeichnet mit dem „Ivor Novello Award“
- Wally Pone, King of the Underworld, ein Musical
- Fings Ain’t Wot They Used T’Be (1959), ein Musical, geschrieben mit Frank Norman
- Livin’ Doll (1959), ein Nummer-eins-Hit für Cliff Richard & the Drifters, ausgezeichnet mit dem „Ivor Novello Award“
- Little White Bull (1959), ein Song für Tommy Steele, ausgezeichnet mit dem „Ivor Novello Award“
- Lock Up Your Daughters (1959), ein Musical, ausgezeichnet mit dem „Ivor Novello Award“
- Do You Mind, ein Nummer-eins-Hit für Anthony Newley
- Oliver! (1960), ein Musical, ausgezeichnet mit zwei „Ivor Novello Awards“ und einem „Tony Award“
- Blitz! (1962), ein Musical
- Sparrows Can’t Sing (1963), Titelsong und Themenmusik des gleichnamigen Films
- From Russia With Love (1964), ein Song für Matt Monro, Titelsong des James-Bond-Films „Liebesgrüße aus Moskau“
- Maggie May (1964), ein Musical, ausgezeichnet mit dem „Ivor Novello Award“ und dem Kritikerpreis als bestes neues britisches Musical
- Twang!! (1965), ein Musical
- La Strada (1969), ein Musical
- Dr Jekyll and Mr Hyde, Drehbuch für einen Fernsehfilm mit Kirk Douglas
- Black Beauty (1971), Filmmusik